# Heinrich Lüders (Politiker)
Heinrich Wilhelm Lüders (* 11. Dezember 1832 in Aschersleben; † 24. März 1899 in Berlin) war Jurist und Mitglied des Deutschen Reichstags.

## Leben
Lüders wurde als Sohn des Königlichen Post-Wagenmeisters Johann Joachim Heinrich Lüders und dessen Ehefrau Wilhelmine Charlotte Engel geboren. Er besuchte die Barfüßer-Thomasschule (Volksschule), sowie das Gymnasium in Erfurt und studierte dann Rechtswissenschaften. Während der Studienzeit des Vorbereitungsdienstes war er Stenograph im Preußischen Herrenhaus. 1863 wurde er Gerichtsassessor und von 1867 bis 1871 war er Kreisrichter in Landsberg an der Warthe. Danach war er als Rechtsanwalt und Notar in Drossen, Sonnenburg und ab 1878 in Berlin tätig.
Von 1881 bis 1884 war er Mitglied des Deutschen Reichstags für den Wahlkreis Großherzogtum Hessen 3 (Lauterbach, Alsfeld, Schotten) und die Liberale Vereinigung.
Lüders war verheiratet mit Charlotte Eichhoff, mit der er mehrere Kinder hatte, und starb 1899 in Berlin.